# Alchemilla velebitica
Alchemilla velebitica är en rosväxtart som först beskrevs av Erwin Emil Alfred Janchen, och fick sitt nu gällande namn av Árpád von Degen. Alchemilla velebitica ingår i släktet daggkåpor, och familjen rosväxter. Inga underarter finns listade i Catalogue of Life.

## Bildgalleri

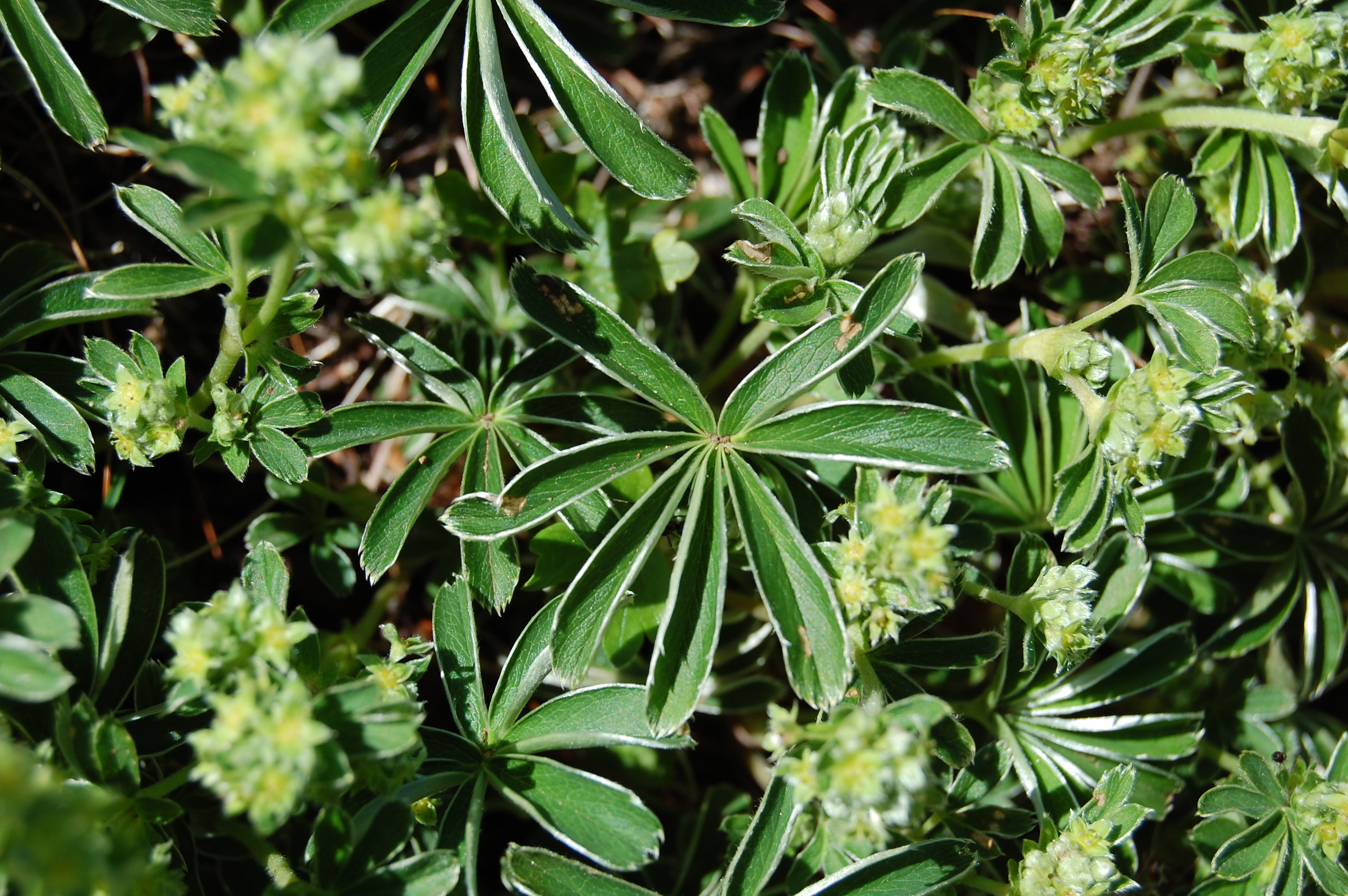
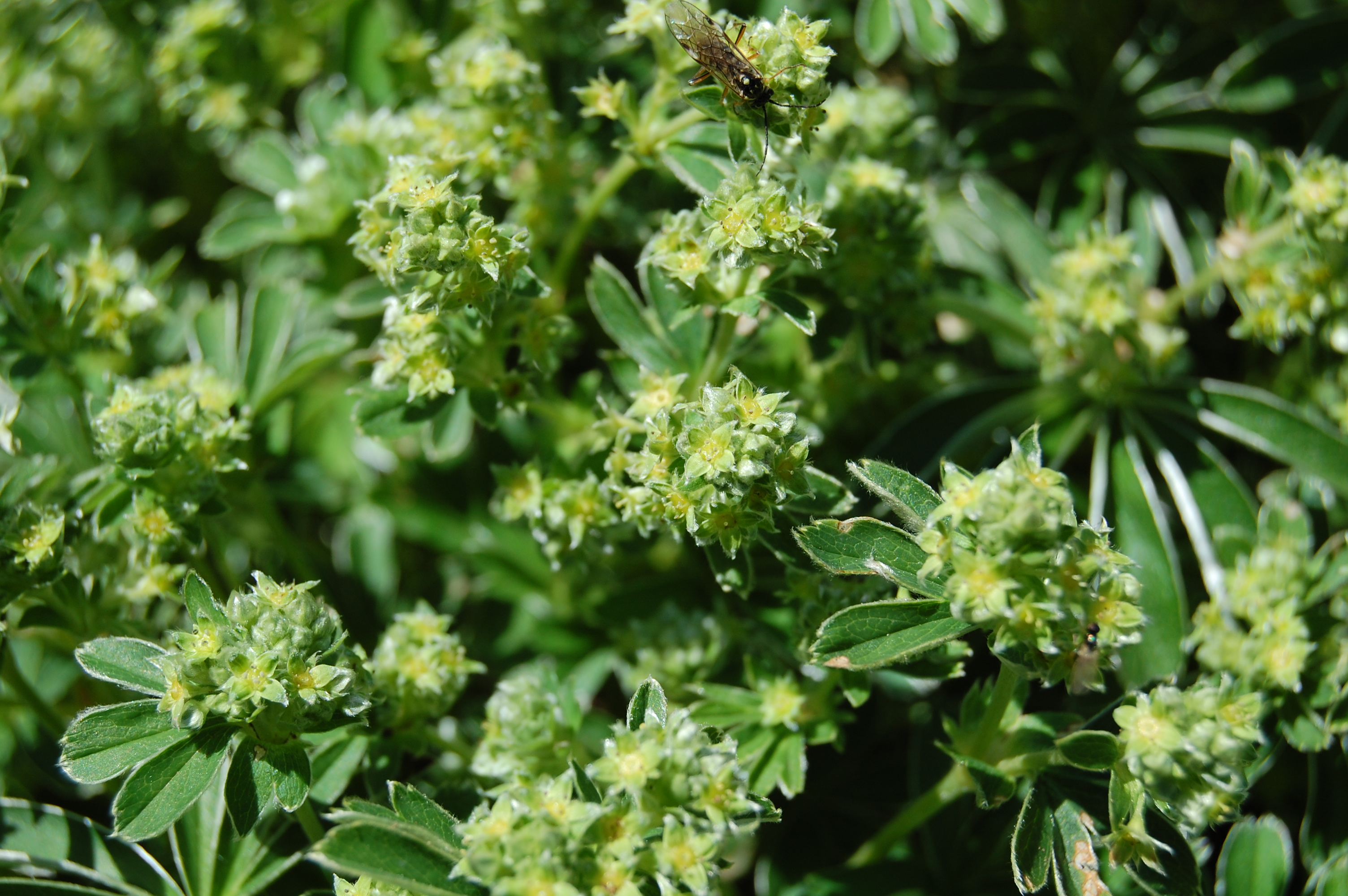